# انسنیس-سن-ژریون
انسنیس-سن-ژریون (به فرانسوی: Ancenis-Saint-Géréon) یک کمون در فرانسه است که در لوآر-آتلانتیک واقع شده‌است. انسنیس-سن-ژریون ۲۷٫۵۸ کیلومتر مربع مساحت دارد.